# Rossinver
Rossinver is een plaats in het Ierse graafschap Leitrim. Het ligt aan de zuidkant van Lough Melvin.

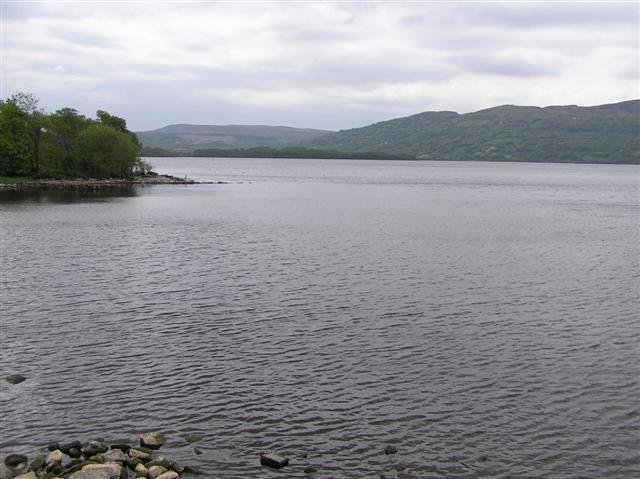
Lough Melvin